# جشن (فیلم ۱۹۹۴)
«جشن» (انگلیسی: Party (1994 film)) یک فیلم است که در سال ۱۹۹۵ منتشر شد.